# Farbenspiel
Farbenspiel ist das sechste Studioalbum von Helene Fischer. Es erschien am 4. Oktober 2013 und erreichte in der ersten Woche Platz eins der offiziellen deutschen Albumcharts. Es konnte sich in drei aufeinanderfolgenden Jahren an die Spitze der deutschen Charts setzen: 2013 (3 Wochen), 2014 (11 Wochen) und 2015 (1 Woche). Auch in Österreich und in der Schweiz gelangte es an die Spitze der Charts. Im Januar 2023 wurde das Album in Deutschland mit 13× Platin für über 2,6 Millionen verkaufte Exemplare ausgezeichnet und ist somit eines der meistverkauften Musikalben in Deutschland seit 1975.

## Mitwirkende
Produzent des Albums ist Jean Frankfurter, der auch die meisten Titel komponierte. Der Graf komponierte das Lied Ein kleines Glück. Peter Plate steuerte In diesen Nächten und Unser Tag bei. Kristina Bach schrieb, wie auch bei Helene Fischers vorherigen Alben, einige Texte und komponierte den Titel Atemlos durch die Nacht.

## Singleauskopplungen
Die erste Single Fehlerfrei wurde am 20. September 2013 veröffentlicht. Als zweiter Song ist Helenes Ultimatives Schlagermedley in der Discobeat-Version enthalten.
Die zweite Single Atemlos durch die Nacht erschien am 29. November 2013. Die handelsübliche Maxi-CD enthält neben der Album-Version sechs Remixe in kurzer Radiolänge. Zusätzlich gibt es zum Download die The Extended Remixes mit sieben langen Remixen. Atemlos durch die Nacht ist bis dato Fischers erfolgreichster Song auf Platz 3 der deutschen Single-Charts. Fischer wurde für die Single 2015 mit einem Diamond-Award für über 1.000.000 Verkäufe ausgezeichnet.
Die dritte Single Marathon erschien am 6. Juni 2014. Es gibt eine Maxi-CD mit der Single und sieben weitere Remixen. Im Internet gibt es zudem zwei weitere Remixe.

## Titelliste
| #   | Titel                                                                                               | Länge |
| --- | --------------------------------------------------------------------------------------------------- | ----- |
| 1.  | Fehlerfrei                                                                                          | 3:38  |
| 2.  | Mit keinem andern                                                                                   | 3:42  |
| 3.  | So kann das Leben sein                                                                              | 4:01  |
| 4.  | Marathon                                                                                            | 3:47  |
| 5.  | Atemlos durch die Nacht                                                                             | 3:39  |
| 6.  | Der Augenblick                                                                                      | 4:14  |
| 7.  | Te Quiero                                                                                           | 3:38  |
| 8.  | Captain meiner Seele                                                                                | 3:37  |
| 9.  | In diesen Nächten                                                                                   | 4:20  |
| 10. | Feuerwerk                                                                                           | 3:40  |
| 11. | Ehrlich und klar                                                                                    | 4:02  |
| 12. | Wunder dich nicht                                                                                   | 3:51  |
| 13. | Auf der Suche nach mir                                                                              | 4:09  |
| 14. | Alice im Wunderland                                                                                 | 3:59  |
| 15. | Unser Tag                                                                                           | 3:35  |
| 16. | Ein kleines Glück                                                                                   | 3:40  |
| 17. | Weit über’s Meer (mit Santiano – Bonus-Titel bei Media Markt und Saturn)                            | 3:09  |
| 18. | How Am I Supposed to Live Without You (mit Michael Bolton – Bonus-Titel bei Media Markt und Saturn) | 4:46  |

## Kritiken
„Der Name ‚Farbenspiel‘ passt auf das Album wie die sprichwörtliche Faust aufs Auge. Fröhlich und mit viel Herzblut singt Helene Fischer auf den 16 neuen Songs von Liebe, Sehnsucht und all den kleinen und großen Dingen, die das Leben mit sich bringt. Die Kombination der klaren Stimme mit den eingängigen Melodien wird vielen noch sehr lange im Ohr bleiben.“

„Das neue Album ‚Farbenspiel‘ von Helene Fischer bietet von der einfühlsamen Ballade – meist mit Klavierbegleitung – bis zum Mitklatschtitel alles, was das Schlagerherz erfreut und sollte daher in jeder Audiothek seinen berechtigten Platz finden.“

„Und so präsentiert Fischer 16 Songs lang ein ‚Farbenspiel‘, das völlig frei ist von echten Farben. Eine Platte ohne Mut, ohne Witz und ohne Ideen.“

## Kommerzieller Erfolg

### Chartplatzierungen
Farbenspiel ist in der Geschichte der deutschen Charts das erste Album seit 1977, das zwei Jahre in Folge den ersten Platz in den Jahreshitparaden belegen konnte. 2014 gelang es Fischer überdies, in Deutschland wie in Österreich sowohl die Spitze der Alben- als auch – mit Atemlos durch die Nacht – den ersten Platz der Singles-Jahreshitparade zu erreichen.
| ChartsChartplatzierungen | Höchstplatzierung | Wochen |
| ------------------------ | ----------------- | ------ |
| Deutschland (GfK)        | 1 (248 Wo.)       | 248    |
| Österreich (Ö3)          | 1 (255 Wo.)       | 255    |
| Schweiz (IFPI)           | 1 (160 Wo.)       | 160    |

| ChartsJahrescharts (2013) | Platzierung |
| ------------------------- | ----------- |
| Deutschland (GfK)         | 1           |
| Österreich (Ö3)           | 2           |
| Schweiz (IFPI)            | 6           |

| ChartsJahrescharts (2014) | Platzierung |
| ------------------------- | ----------- |
| Deutschland (GfK)         | 1           |
| Österreich (Ö3)           | 1           |
| Schweiz (IFPI)            | 1           |

| ChartsJahrescharts (2015) | Platzierung |
| ------------------------- | ----------- |
| Deutschland (GfK)         | 4           |
| Österreich (Ö3)           | 2           |
| Schweiz (IFPI)            | 3           |

| ChartsJahrescharts (2016) | Platzierung |
| ------------------------- | ----------- |
| Deutschland (GfK)         | 36          |
| Österreich (Ö3)           | 20          |
| Schweiz (IFPI)            | 67          |

| ChartsJahrescharts (2017) | Platzierung |
| ------------------------- | ----------- |
| Deutschland (GfK)         | 68          |
| Österreich (Ö3)           | 28          |

| ChartsJahrescharts (2018) | Platzierung |
| ------------------------- | ----------- |
| Österreich (Ö3)           | 69          |

### Auszeichnungen für Musikverkäufe
| Land/Region        | Auszeichnungen für Musikverkäufe (Land/Region, Auszeichnung, Verkäufe) | Verkäufe  |
| ------------------ | ---------------------------------------------------------------------- | --------- |
| Deutschland (BVMI) | 13× Platin                                                             | 1.300.000 |
| Österreich (IFPI)  | 18× Platin                                                             | 270.000   |
| Schweiz (IFPI)     | 4× Platin                                                              | 80.000    |
| Insgesamt          | 35× Platin ·                                                           | 1.650.000 |